# Epidendrum josianae
Epidendrum josianae là một loài thực vật có hoa trong họ Lan. Loài này được M.Frey & V.P.Castro mô tả khoa học đầu tiên năm 2005.